# Hierodula biaka
Hierodula biaka är en bönsyrseart som beskrevs av Deeleman-Reinhold 1957. Hierodula biaka ingår i släktet Hierodula och familjen Mantidae. Inga underarter finns listade i Catalogue of Life.